# Économie du Bas-Rhin
L'Alsace et le Bas-Rhin connaissent une densité élevée de PME et PMI et une proportion d'actifs dans l'industrie, supérieure à la moyenne nationale. L'activité touristique y est intense et est à l'origine de nombreux emplois induits. Le taux de chômage est de: 6,5 %. Le PIB moyen par habitant est de 29 418 euros . L'emploi se répartit de la façon suivante, en pourcentage de la population active (soit 496 056 personnes)  :
- Agriculture : 	   6 448 personnes soit 1,3 %
- Artisanat et industrie : 	   79 368 personnes soit 16 %
- Bâtiment et travaux publics : 	   28 771 personnes soit 5,8 %
- Secteur tertiaire : 	   381 963 personnes soit 77 %
- Travailleurs frontaliers : 	   22 000

## Le poids des grands secteurs économiques
Artisanat : 	       11 358 entreprises dont
- Alimentation : 	       11 %
- Production : 	       21 %
- Bâtiment : 	       37 %
- Services : 	       31 %

Industrie agro-alimentaire : 	       568 unités emploient 15 884 salariés
Commerce : 	 
- hypermarchés : 	       15
- supermarchés : 	       117
- commerces de détail : 	       7 507 dont 5 229 non alimentaires

Tourisme : 	       3216 hôtels de 11 100 chambres